# Cyclophyllum barbatum
Cyclophyllum barbatum là một loài thực vật có hoa trong họ Thiến thảo. Loài này được (G.Forst.) N.Hallé & J.Florence mô tả khoa học đầu tiên năm 1986.